# Basquetebol da Associação Desportiva Ovarense
Maillots
Ovarense Aerosoles, officiellement Basquetebol da Associação Desportiva Ovarense, est un club portugais de basket-ball évoluant en UZO league soit le plus haut niveau du championnat portugais. Le club, ancienne section du club omnisports Associação Desportiva Ovarense, est basé dans la ville de Ovar.

## Histoire
- Le club rejoint l'élite en 1976.
- Le 24 avril 1996 il prend son indépendance du club omnisports.
- Le 18 mars 1999 la société (SAD) est créée.

## Noms successifs
- Depuis 1997 : Ovarense Aerosoles
- 1996 - 1997 : Gatex Ovarense

## Palmarès
- Champion du Portugal : 1988, 2000, 2006, 2007, 2008
- Vainqueur de la coupe du Portugal : 1989, 1990

## Entraîneurs successifs
- Depuis ? : -

## Joueurs célèbres ou marquants
- Mario Elie
- Ikenna Nwankwo
- Anthony Pullard
- Jason Sasser
- Heshimu Evans